# Agence France-Presse
Agence France-Presse (AFP) neboli Francouzská tisková agentura je nejstarší mezinárodní zpravodajská agentura. Její centrála se nachází v Paříži na Place de la Bourse ve 2. obvodu. Po AP a Reuters je dnes třetí největší tiskovou agenturou na světě, má pobočky ve 110 zemích a nabízí zprávy v šesti jazycích (francouzsky, anglicky, arabsky, španělsky, německy a portugalsky), multimediální zprávy pak navíc v japonštině a obou čínštinách. Denně vyprodukuje 5000 zpráv, 2000–3000 fotografií, 80 infoboxů a animací a asi 30 videí.

## Historie
Založil ji v roce 1835 v Paříži Charles-Louis Havas pod názvem Agence des feuilles politiques – Correspondance générale.
Přejmenována byla 20. srpna 1944 v den osvobození Paříže, když skupina novinářů odvysílala z centrály první zprávu o vítězství pod názvem Agence française de Presse. O měsíc později získala své současné označení Agence France-Presse.

## Právní postavení
V 1957 získala AFP postavení veřejnoprávní instituce, obdobně jako má ČTK. Správní rada (conseil d'administration) se skládá z deseti zástupců sdělovacích prostředků (z toho osmi z tištěných médií a dva z rozhlasu), tří zástupců francouzské vlády a dvou zástupců zaměstnanců AFP. Zákonem určený status má zaručovat nezávislost na státu a soukromých vlastnících. Finanční závislost na francouzském státu je však významná, neboť 40 procent z příjmů AFP pochází z předplatného státních organizací.
Dnes má AFP asi 1200 placených novinářů, včetně přibližně 250 fotografů a dalších více než 2000 dopisovatelů ve 165 zemích. Tím má jednu z nejhustších sítí korespondentů na světě.